# Wymysłów (gmina Połaniec)
Wymysłów – wieś w Polsce położona w województwie świętokrzyskim, w powiecie staszowskim, w gminie Połaniec.
W latach 1975–1998 miejscowość należała administracyjnie do województwa tarnobrzeskiego.
W latach 1867–1954 w granicach administracyjnych gminy Tursko; a w granicach obecnej gminy Połaniec dopiero od 1 stycznia 1973 roku po reaktywacji gmin w miejsce gromad.

## Historia
Wieś wymieniana w Słowniku geograficznym Królestwa Polskiego i innych krajów słowiańskich pod koniec XIX wieku. Wymysłów w 1867 roku wchodził w skład gminy Tursko, z urzędem gminy w Strużkach.
W 1895 roku ówczesna parafia Połaniec należała do ówczesnego dekanatu sandomierskiego i liczyła wówczas 5 514 dusz.

## Demografia
Struktura demograficzna wioski Wymysłów po reaktywacji państwa polskiego (tj. po I wojnie światowej) – była jednolita narodowościowo. Bowiem Wymysłów – wioskę, zamieszkiwały 84 osoby, w tym: 39 mężczyzn i 45 kobiet, z których 84 osoby było wyznania rzymskokatolickiego; jako narodowość polską podało również 84 osoby. Niniejsze dane oparto na podstawie pierwszego spisu powszechnego ludności z 30 września 1921 roku.
Współczesna struktura demograficzna na podstawie roczników GUS z danymi z lat 1995-2009, z prezentacją danych z 2002 roku zawarta jest w sąsiedniej wiosce-sołectwie Rudniki; gdyż nie tworzy się spisu dla samej wioski Wymysłów w gminie Połaniec.

## Dawne części wsi – obiekty fizjograficzne
W latach 70. XX wieku przyporządkowano i opracowano spis lokalnych części integralnych dla wsi Rudniki, z których to wyodrębniła się i usamodzielniła jako osobna jednostka administracyjna wieś Wymysłów zawarty w tabeli 1.

| Nazwa wsi – miasta  | Nazwy części wsi – miasta | Nazwy obiektów fizjograficznych – charakter obiektu |
| ------------------- | ------------------------- | --- |
| I. Gromada POŁANIEC |                           | |
| 1. Rudniki          | 1. Blech 2. Wymysłów      | 1. Blech — pole 2. Błonie — pole, pastwisko 3. Mostki — pole 4. Ogrody — łąka, pole 5. Piskornik — łąka, bagno 6. Twardówka — pole 7. Za Rzeką — pole 8. Zamiany — pole 9. Zwierzyniec — las |

## Literatura
1. Kaczmarek Leon (red. nauk. zeszytu), Taszycki Witold (red. nauk. wyd.): Urzędowe Nazwy miejscowości i obiektów fizjograficznych. 33. Powiat staszowski województwo kieleckie. Komisja ustalania nazw miejscowości i obiektów fizjograficznych (do użytku służbowego). Z: 33. Warszawa: Urząd Rady Ministrów. Biuro do Spraw Prezydiów Rad Narodowych, 1970. Brak numerów stron w książce